# 자우스야마역
자우스야마역(일본어: 茶臼山駅)은 일본 아이치현 신시로시에 위치한 도카이 여객철도 이다선의 철도역이다. 단선 승강장 1면 1선의 구조를 갖춘 지상역이다.

## 역 주변
- 신시로 시 보건센터
- 도요카와 강
- 국도 제151호선

## 역사
- 1926년 5월 1일 : 도요카와 철도의 역으로서 개업.
- 1943년 8월 1일 : 도요카와 철도의 국유화에 수반해, 국유철도 이다선의 역이 된다.
- 1966년
  - 10월 1일 : 역 업무의 외부 위탁을 개시.
  - 10월 20일 : 차급 화물의 취급을 폐지해, 화물의 취급 범위를 소급 화물로 축소.
- 1971년 12월 1일 : 남았던 소급 화물의 취급을 폐지. 하물의 취급도 동시에 폐지. 동시에 무인역화.
- 1987년 4월 1일 : 일본국유철도 분할 민영화에 의해, 도카이 여객철도가 승계.
- 1996년 2월 26일 : 역사를 개축.

## 인접 역
| 도카이 여객철도 이다선     | 도카이 여객철도 이다선 | 도카이 여객철도 이다선 |
| -------------------------- | ---------------------- | ---------------------- |
| 히가시신마치 도요하시 방면 | ■ 이다선               | 미카와토고 다쓰노 방면 |